# Sycamore Gap Tree

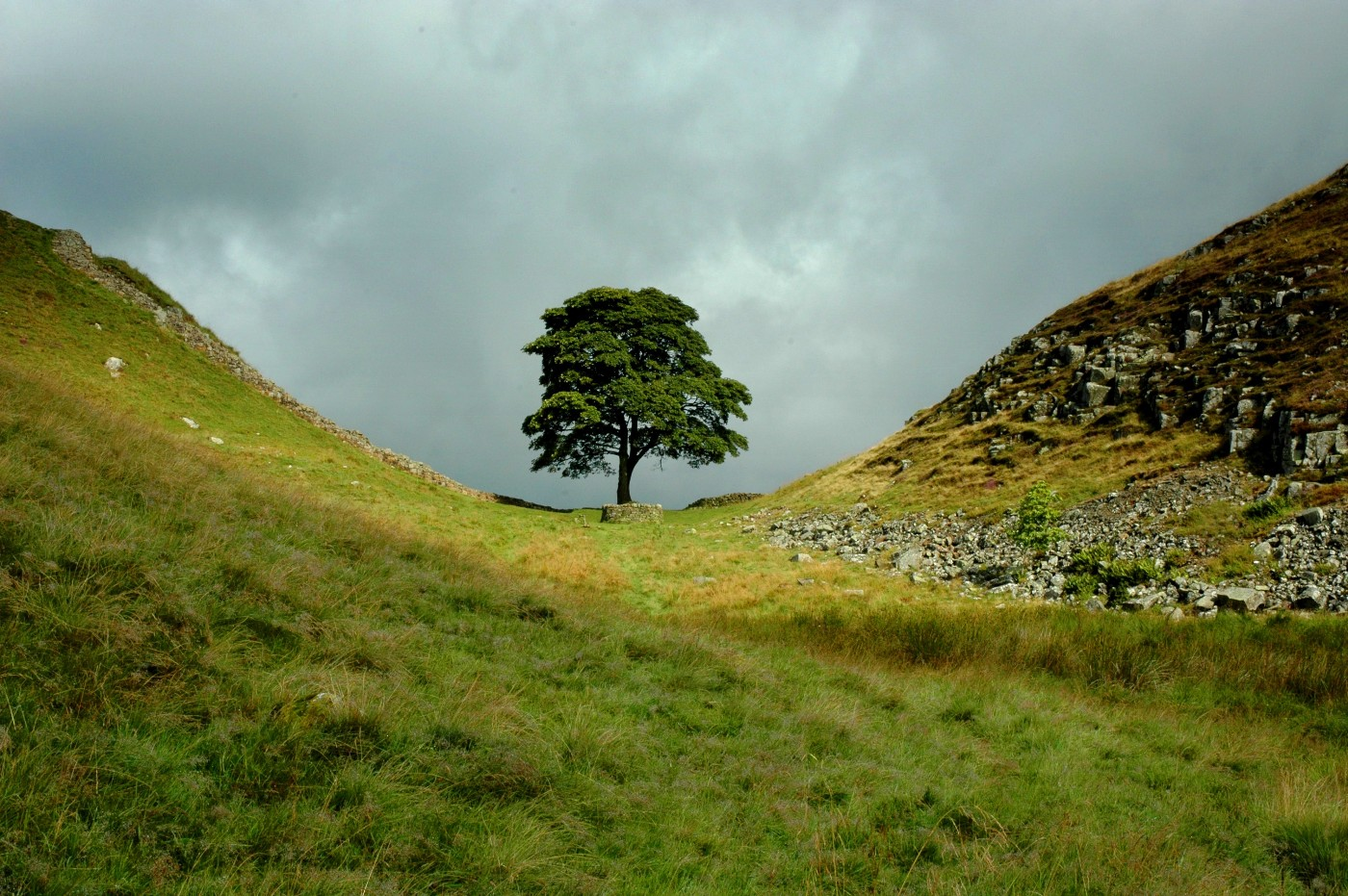
Vista del árbol desde el sur. El Muro de Adriano es visible a la izquierda y detrás del árbol

El Sycamore Gap Tree o árbol de Robin Hood fue un arce sicómoro que se encontraba junto al Muro de Adriano, cerca de Crag Lough, en Northumberland, Reino Unido. Fue talado ilegalmente en 2023, pero desde entonces ha brotado del tocón. Situado en una espectacular depresión del paisaje creada por el deshielo de los glaciares, era uno de los árboles más fotografiados del país y un emblema del nordeste de Inglaterra. Su nombre alternativo se debe a que apareció en una escena de la película de 1991 Robin Hood: príncipe de los ladrones. El árbol ganó el premio Árbol del Año de Inglaterra 2016, y recibió una subvención para su cuidado de 1000 libras financiada por la People's Postcode Lottery.
El árbol fue talado en la madrugada del 28 de septiembre de 2023 en lo que la policía de Northumbria describió como «un acto de vandalismo». Dos hombres de Cumbria, de 38 y 31 años, fueron detenidos en octubre de 2023 y acusados en abril de 2024 de daños criminales tanto al árbol como al adyacente Muro de Adriano. Su juicio comenzó el 28 de abril de 2025 en el Newcastle Crown Court y fueron declarados culpables el 9 de mayo. Ambos fueron condenados el 15 de julio de 2025 a cuatro años y tres meses de prisión.
El tocón ha echado brotes basales y sigue vivo, aunque severamente desmochado; se espera que el árbol tarde más de 150 años en recuperarse. También se recogieron esquejes del árbol.

## Ubicación

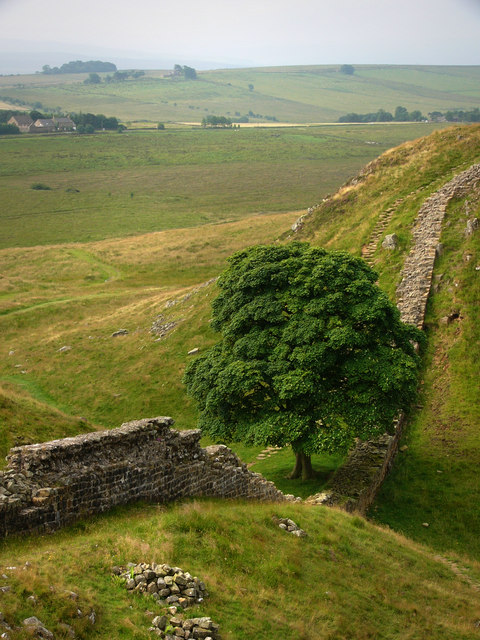
Vista desde el escarpe

El árbol creció hasta alcanzar una altura aproximada de 15 metros junto al Muro de Adriano, entre el castillo miliar 39 y Crag Lough, a unos 3 kilómetros al oeste del fuerte de Housesteads en Northumberland, en el norte de Inglaterra, Reino Unido. Esta sección del muro sigue el borde de un escarpe -un afloramiento del Whin Sill- y varias hondonadas causadas por el derretimiento de las aguas glaciales. El árbol se encontraba en el centro de una de estas hondonadas, y el escarpe y el muro se elevaban dramáticamente a ambos lados. El muro y los terrenos adyacentes, incluido el lugar donde se encontraba el árbol, son propiedad de National Trust. A mediados de los años 1980 se realizó una excavación arqueológica en la zona, durante la cual se encontró un vertedero de cerámica que databa aproximadamente del año 175.
El árbol era una atracción turística muy popular, así como uno de los más fotografiados del país, pudiendo ser el punto más fotografiado de todo el Parque nacional de Northumberland. Era visible desde la cercana carretera militar B6318. Su nombre, Sycamore Gap, fue acuñado por un empleado de National Trust, Lawrence Hewer, cuando la Ordnance Survey estaba mapeando el área y preguntó si el punto previamente no nombrado tenía una designación.

## Historia

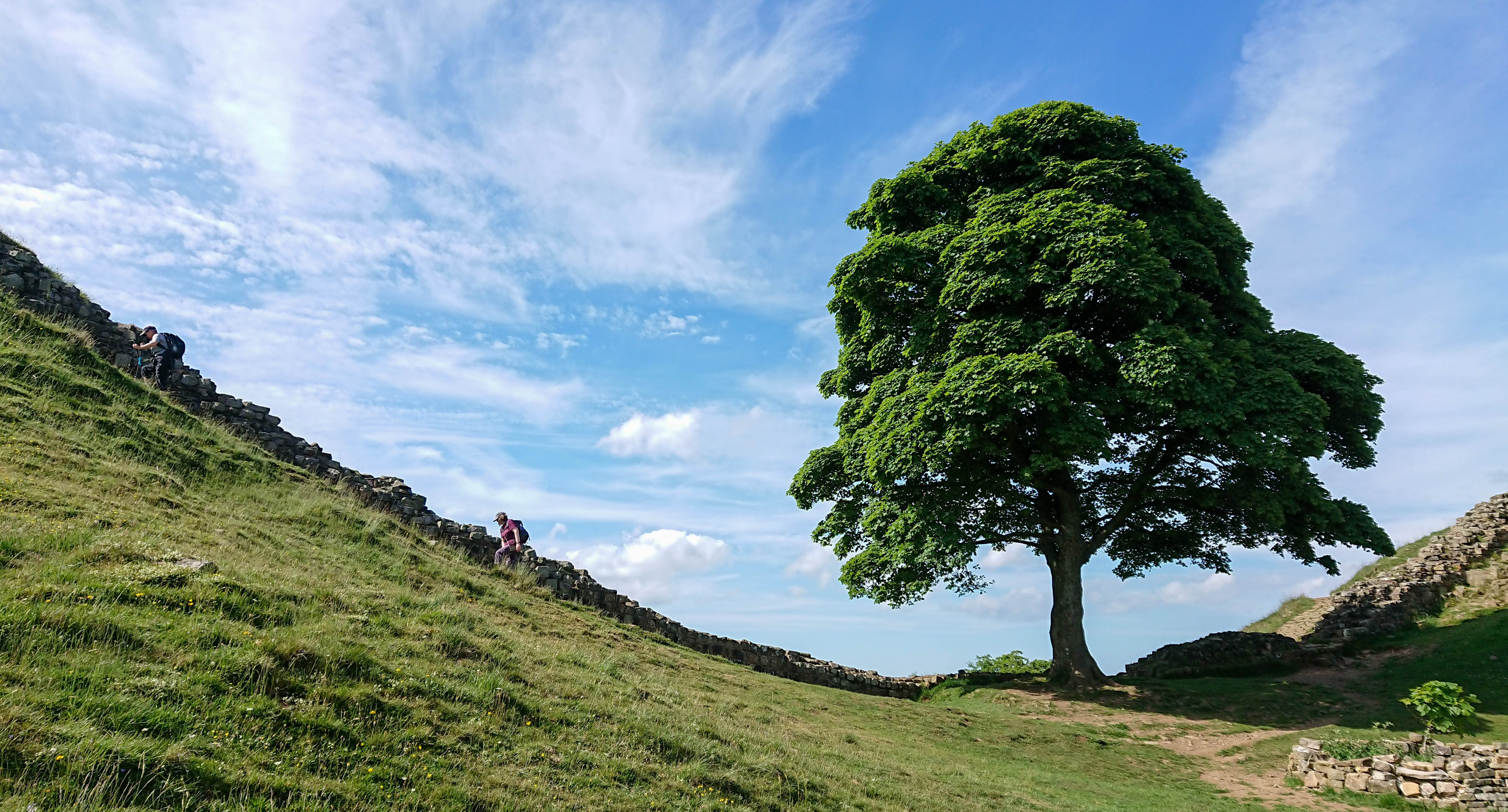
El árbol en 2018

El árbol era un arce sicómoro (Acer pseudoplatanus) no autóctono. Según National Trust, el árbol fue plantado a finales del siglo XIX por el anterior propietario del terreno, el abogado de Newcastle John Clayton (1792-1890), como elemento paisajístico, por lo que tiene unos 150 años de antigüedad. Es posible que el árbol sea algo más antiguo. John Hodgson dibujó un árbol en la hondanada el 18 de octubre de 1832 y en los mapas del Servicio Cartográfico Nacional de la década de 1860 aparece un recinto alrededor del árbol. Clayton pertenecía a una familia adinerada y heredó el fuerte romano de Chesters. Fue un excavador entusiasta del Muro de Adriano; durante casi 50 años, excavó cada año, mejorando el conocimiento sobre la construcción del Muro y se preocupó por la destrucción que sufría a manos de la gente que se llevaba la piedra para construir granjas y otros edificios. A su muerte, era propietario de cinco fuertes y de unos 32 kilómetros del Muro de Adriano. Con la compra de estos lugares, los puso bajo su protección.
El árbol apareció en una escena clave al principio de la película Robin Hood: príncipe de los ladrones, protagonizada por Kevin Costner en 1991, y desde entonces se le conoce como el «árbol de Robin Hood», aunque en realidad se encuentra a unos 274 kilómetros del bosque de Sherwood. Apareció en el videoclip de (Everything I Do) I Do It for You de Bryan Adams, canción que forma parte de la banda sonora de la película; el vídeo apareció a menudo en el programa de televisión Top of the Pops en 1991. El árbol también apareció en el drama policíaco Vera y en la serie documental Tales from Northumberland with Robson Green. El sitio era muy popular entre astrofotógrafos y observadores de estrellas. El árbol no sufrió daños el 30 de mayo de 2003, cuando un helicóptero que rodaba British Isles - A Natural History se estrelló a unos 30 metros de distancia, esquivando por poco al presentador Alan Titchmarsh. Los cuatro ocupantes del aparato resultaron heridos leves.
En 2016, el árbol fue nominado para el concurso Árbol del Año de Inglaterra. Fue seleccionado entre 200 ejemplares para la lista final de 10 y ganó el concurso con 2542 votos de 11 913. El premio consistió en una subvención de 1000 libras que se utilizó para estudiar el estado de salud del árbol y realizar trabajos para proteger sus raíces, que estaban quedando al descubierto debido al gran número de personas que pasaba por encima de ellas. El árbol participó en los premios Árbol Europeo del Año 2017, en los que quedó en quinto lugar de entre 16, con 7123 votos.

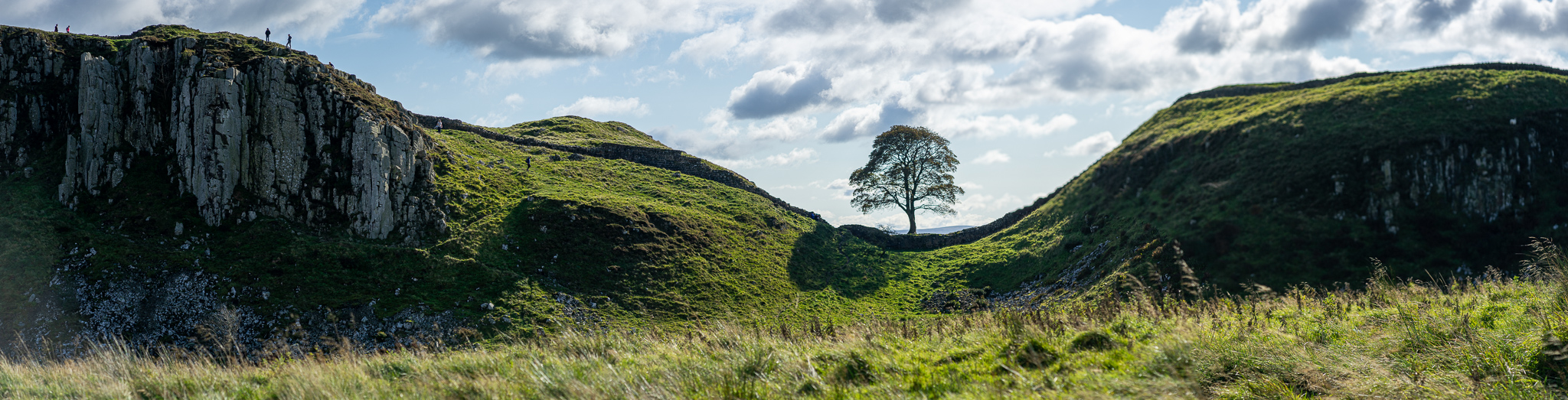
Panorama de Sycamore Gap

## Tala e investigación

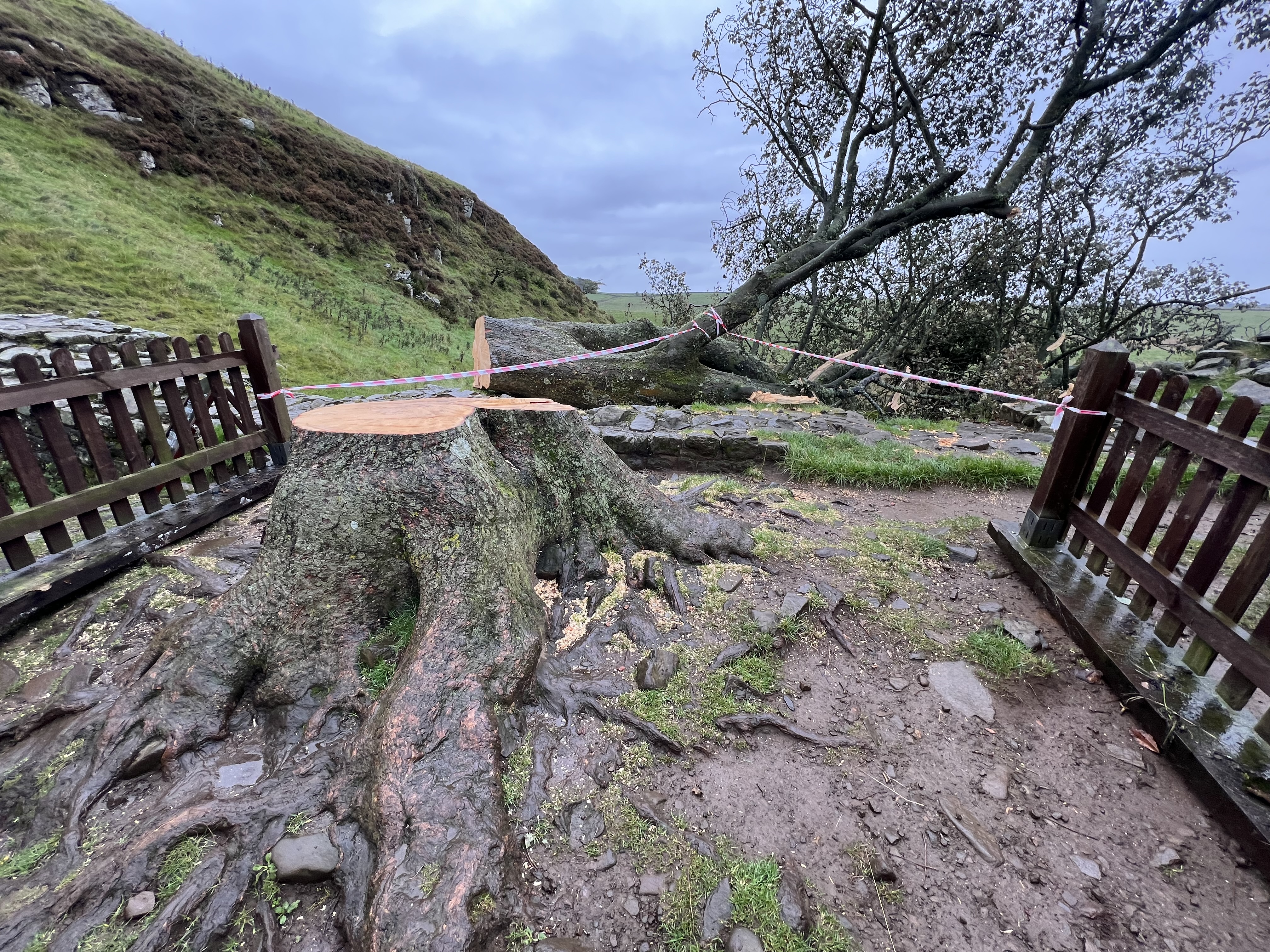
El árbol dos días después de ser talado

El árbol fue talado en la madrugada del 28 de septiembre de 2023. Los vecinos no escucharon nada debido a los fuertes vientos causados por la tormenta Agnes. La Dirección del Parque nacional de Northumberland afirmó que creía que se había hecho deliberadamente. La policía de Northumbria describió la tala del árbol como «un acto deliberado de vandalismo». El árbol parecía haber sido talado con una motosierra, en la base del tronco, con una línea blanca pintada con espray justo debajo del corte. La naturaleza del corte y el evidente filo de la sierra llevaron a la policía y a los guardas del parque a la conclusión de que había sido realizado por alguien con una habilidad considerable.

### Detenciones y juicio
La policía de Northumbria detuvo a un joven de 16 años y a un hombre de unos 60 años en relación con la tala del árbol, y posteriormente detuvo a dos hombres de unos 30 años de Cumbria. La policía indicó posteriormente que no se tomarían más medidas contra el joven y el hombre de unos 60 años, mientras que los otros dos hombres permanecieron en libertad bajo fianza; en abril de 2024 Daniel Graham, que dirigía una empresa de cimentación cerca de Carlisle, y Adam Carruthers, un mecánico que vivía en una caravana en Kirkbride, fueron acusados de daños criminales al árbol y al Muro de Adriano.
El 15 de mayo de 2024, los dos hombres comparecieron ante el Tribunal Penal de Newcastle. Uno se declaró inocente de ambos cargos y el segundo no se declaró culpable ni inocente. En junio de 2024, el segundo hombre se declaró inocente de ambos cargos. Ambos hombres quedaron en libertad bajo fianza. El juicio comenzó el 28 de abril de 2025 ante la jueza Lambert. La acusación presentó sus argumentos el 29 de abril. Los hombres fueron acusados de causar daños por valor de 622 191 libras esterlinas al árbol y de causar daños por valor de 1144 libras esterlinas al Muro de Adriano. Durante el juicio se mostró un vídeo de dos minutos, supuestamente grabado por uno de los acusados con un teléfono móvil, en el que se veía al otro talando el árbol con una motosierra. Los dos hombres también fueron acusados de quedarse con una cuña del tronco como trofeo.
En el cuarto día del juicio, los fiscales afirmaron que los dos acusados habían conducido desde Carlisle durante toda la noche, en medio de la tormenta Agnes, hasta llegar al árbol. El tribunal ya había sido informado de que los hombres solían trabajar juntos y tenían experiencia en la tala de árboles de gran tamaño. El 9 de mayo, ambos fueron declarados culpables, tras cinco horas de deliberaciones del jurado para alcanzar un veredicto unánime. El 15 de julio fueron condenados a cuatro años y tres meses de prisión, que se cumplirían simultáneamente con una condena de seis meses por los daños causados al Muro de Adriano. Se les informó de que serían puestos en libertad antes de cumplir el 40% de la condena y que se les descontaría el tiempo que ya habían pasado en prisión preventiva.

## Consecuencias
La destrucción del árbol provocó un aluvión de ira y tristeza. Durante décadas, el árbol se había convertido en el telón de fondo de propuestas de matrimonio, bodas o esparcimiento de cenizas de seres queridos. El director regional de National Trust para el norte de Inglaterra declaró:

«La gran respuesta que hemos recibido demuestra lo importante que es la conexión entre las personas y la naturaleza en sus múltiples formas, y mientras estudiamos los planes para este árbol y este lugar tan especial, también intentaremos aprovechar ese apoyo para los árboles, los paisajes y la naturaleza en todo el país, y utilizar el sicómoro como símbolo de recuperación».

El 29 de septiembre de 2023, un responsable de National Trust afirmó que el tocón parecía «sano» y pensaba que el árbol podría volver a crecer, aunque añadió que «tardaría unos años en convertirse en un árbol pequeño y entre 150 y 200 años en acercarse a lo que hemos perdido». Se recogieron semillas del árbol que se utilizarán para plantar nuevos ejemplares.
Una inspección preliminar del Muro de Adriano realizada por Historic England reveló «algunos daños». El árbol talado fue cortado y retirado con una grúa para su almacenamiento en una propiedad de National Trust.
El 8 de marzo de 2024, BBC News informó de que las primeras plántas habían brotado a partir del material genético recuperado en el lugar. La primera plánta fue presentada al rey Carlos III, quien anunció que se plantaría en el Windsor Great Park una vez que hubiera madurado y se hubiera convertido en un árbol joven. El National Trust está cultivando más semillas del lugar para convertirlas en árboles jóvenes, que se distribuirán a la escuela más cercana al lugar y a los parques nacionales del Reino Unido, así como a varias causas benéficas. En agosto de 2024, se descubrió que habían aparecido nuevos brotes en la base del tocón.
Se encargó una exposición de arte utilizando parte del tronco del árbol. La fase inicial tuvo lugar en 2024 en The Sill National Landscape Discovery Centre, situado en Bardon Mill, en el Parque nacional de Northumberland.
El árbol aparece, en una recreación digital, en la película de terror postapocalíptica sobre el paso a la madurez 28 Years Later, ambientada en 2025. El director Danny Boyle dijo que esperaba que fuera «un maravilloso homenaje» al emblemático árbol de Northumberland.